# Шевиньская, Ирена
Ирена Шевиньская (выступала под девичьей фамилией Киршенштейн, затем под двойной Киршенштейн-Шевиньская (пол. Szewińska-Kirszenstein); 24 мая 1946, Ленинград, СССР — 29 июня 2018, Варшава, Польша) — польская легкоатлетка, специализировалась в коротком и длинном спринте, прыжках в длину. Трёхкратная олимпийская чемпионка и пятикратная чемпионка Европы. 4 раза признавалась лучшей спортсменкой Польши (среди мужчин и женщин) — 1965, 1966, 1974, 1976. Неоднократно устанавливала мировые рекорды в беге на различных дистанциях: 100 м — 11,1 с (1965); 200 м — 22,7 с (1965), 22,5 с (1968), 22,0 с (1974); 400 м — 49,9 с (1974). Обладательница наибольшего количества наград летних чемпионатов Европы по лёгкой атлетике среди всех спортсменов (10).

## Биография

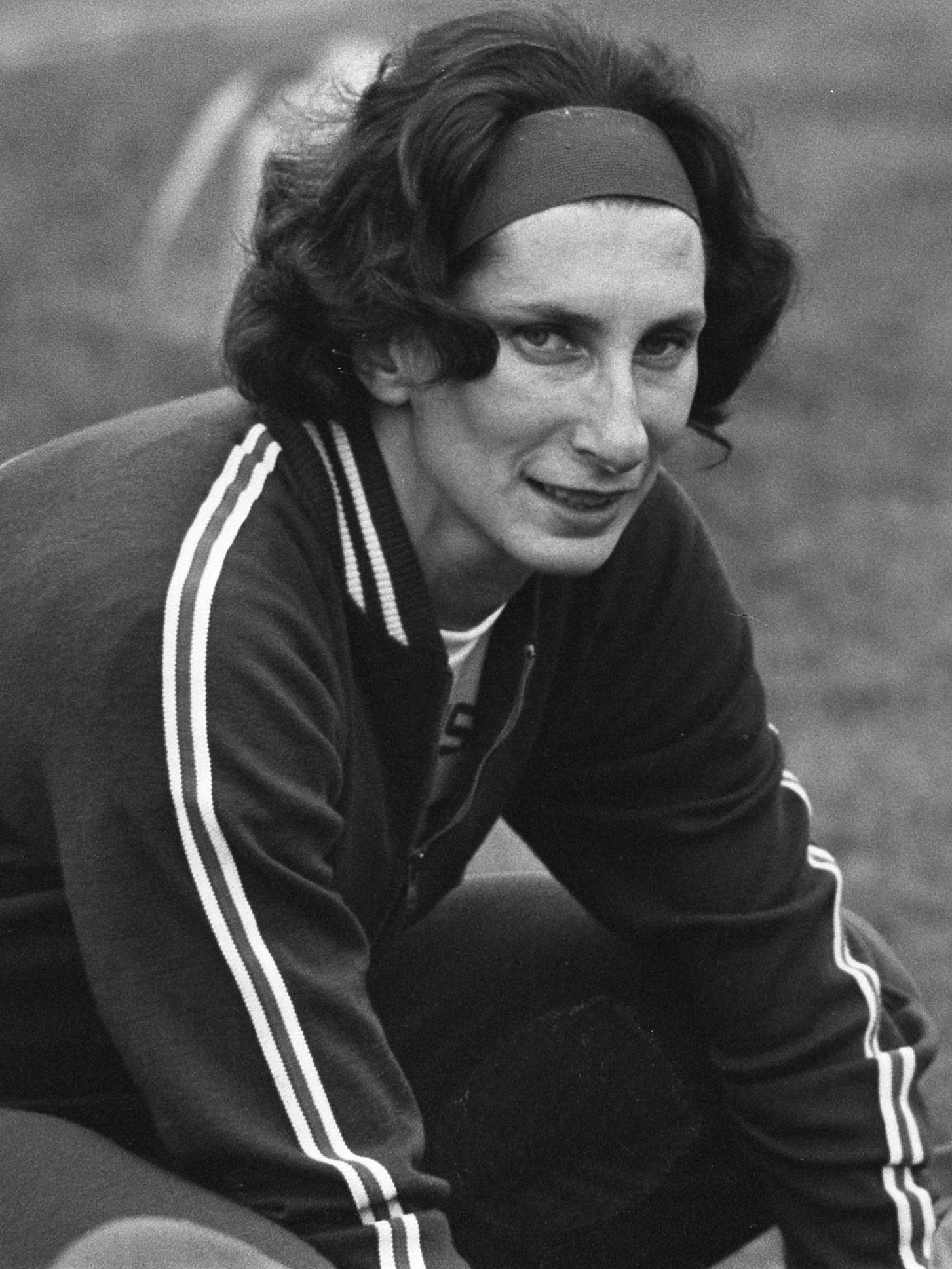
Шевиньская в 1975 году

Её отец Якуб Густав Киршенштейн (1919—2002), уроженец Варшавы, был инженером-акустиком, профессором Гётеборгского университета, автором научных трудов и монографий по акустике, шахматистом; мать — Евгения Львовна Рафальская (1922—1996) — происходила из Киева. Родители познакомились в эвакуации в Самарканде.
В 1967 году вышла замуж за легкоатлета Славомира (Януша) Шевиньского (род. 1941).
В 1981 году была включена в Международный еврейский спортивный зал славы.
После окончания спортивной карьеры Ирена Шевиньская занялась научной деятельностью. Окончила Варшавский университет и была удостоена степени магистра экономики. Член МОК с 1998 года. Член исполкома ИААФ. Регулярно участвовала в крупнейших легкоатлетических соревнованиях в качестве представителя ИААФ, в том числе в церемониях награждения.
Владела национальным рекордом Польши на 400 метров (49,28 сек) 48 лет, достижение было установлено в победном финале Олимпийских игр в Монреале 29 июля 1976 года, и лишь в 2024 г на чемпионате Европы Наталья Качмарек превзошла его - 48,98. На дистанции 50 метров в закрытых помещениях владела рекордом Польши почти 40 лет в 1972—2011 годах (6,39 сек).
3 ноября 2016 года награждена японским орденом Восходящего солнца 3-го класса.
В 2017 году вошла в список «8 самых известных женщин Польши».
Сын — Анджей Шевиньский (род. 1970), польский волейболист и политик.